# Tetragnathidae
Famille
Les Tetragnathidae sont une famille d'araignées aranéomorphes.

## Distribution

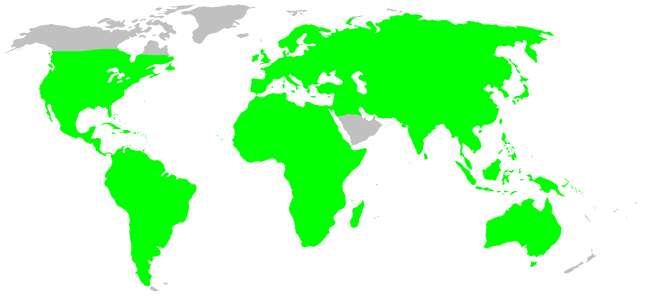
Distribution

Les espèces de cette famille se rencontrent en Amérique, en Asie, en Afrique, en Europe et en Océanie.

## Description
Ce sont des araignées au corps allongé et à l'abdomen aux reflets métalliques. Elles tissent une toile orbitèle, ce qui rappelle les Araneidae, caractérisée par un moyeu ouvert, un nombre faible de rayons et une spirale collante relativement lâche. Elles privilégient les habitats humides (surtout près de l'eau).

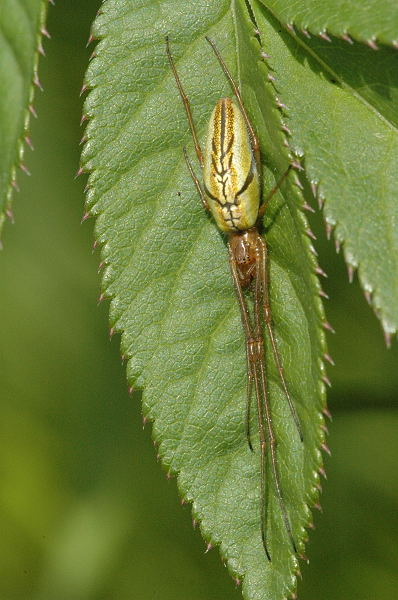
Tetragnatha extensa ♀
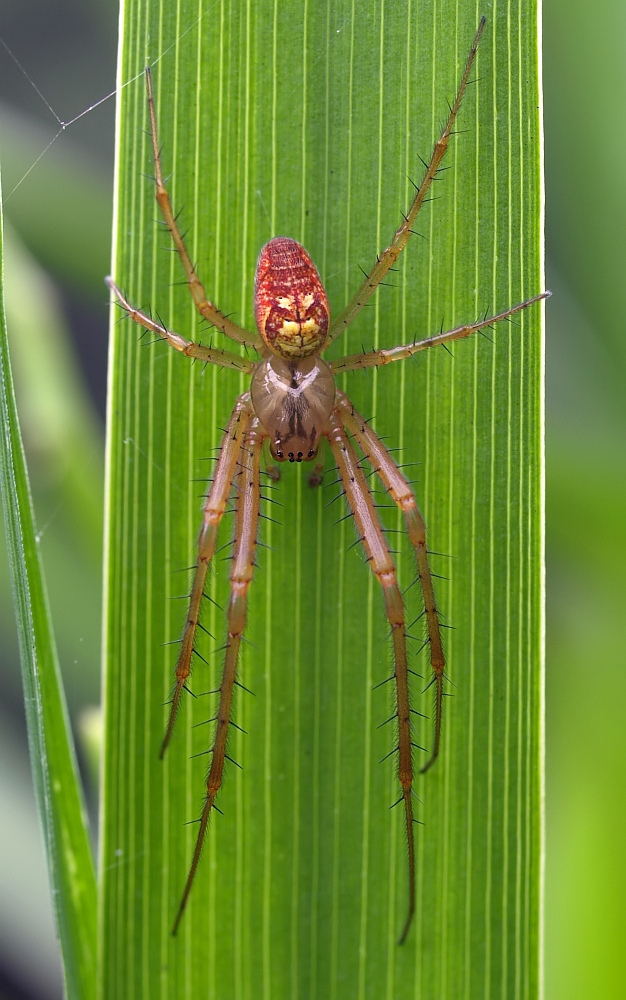
Metellina segmentata
Tetragnathidae dans le parc national de Stenshuvud en Suède. Avril 2010.

## Paléontologie
Cette famille est connue depuis le Crétacé.

## Liste des genres
Selon World Spider Catalog (version 23.5, 09/09/2022) :
- Allende Álvarez-Padilla, 2007
- Antillognatha Bryant, 1945
- Atelidea Simon, 1895
- Azilia Keyserling, 1881
- Chrysometa Simon, 1894
- Cyrtognatha Keyserling, 1881
- Dianleucauge Song & Zhu, 1994
- Diphya Nicolet, 1849
- Dolichognatha O. Pickard-Cambridge, 1869
- Doryonychus Simon, 1900
- Dyschiriognatha Simon, 1893
- Glenognatha Simon, 1887
- Harlanethis Álvarez-Padilla, Kallal & Hormiga, 2020
- Hispanognatha Bryant, 1945
- Homalometa Simon, 1898
- Iamarra Álvarez-Padilla, Kallal & Hormiga, 2020
- Leucauge White, 1841
- Leucognatha Wunderlich, 1992
- Mesida Kulczyński, 1911
- Meta C. L. Koch, 1835
- Metabus O. Pickard-Cambridge, 1899
- Metellina Chamberlin & Ivie, 1941
- Metleucauge Levi, 1980
- Mitoscelis Thorell, 1890
- Mollemeta Álvarez-Padilla, 2007
- Nanningia Zhu, Kim & Song, 1997
- Nanometa Simon, 1908
- Neoprolochus Reimoser, 1927
- Okileucauge Tanikawa, 2001
- Orsinome Thorell, 1890
- Pachygnatha Sundevall, 1823
- Parameta Simon, 1895
- Parazilia Lessert, 1938
- Pholcipes Schmidt & Krause, 1993
- Pickardinella Archer, 1951
- Pinkfloydia Hormiga & Dimitrov, 2011
- Schenkeliella Strand, 1934
- Taraire Álvarez-Padilla, Kallal & Hormiga, 2020
- Tawhai Álvarez-Padilla, Kallal & Hormiga, 2020
- Tetragnatha Latreille, 1804
- Timonoe Thorell, 1898
- Tylorida Simon, 1894
- Wolongia Zhu, Kim & Song, 1997
- Zhinu Kallal & Hormiga, 2018
- Zygiometella Wunderlich, 1995

Selon The World Spider Catalog (version 20.5, 2020) :
- † Anameta Wunderlich, 2004
- † Balticgnatha Wunderlich, 2011
- † Baltleucauge Wunderlich, 2008
- † Corneometa Wunderlich, 2004
- † Eometa Petrunkevitch, 1958
- † Huergina Selden & Penney, 2003
- † Macryphantes Selden, 1990
- † Palaeometa Petrunkevitch, 1922
- † Palaeopachygnatha Petrunkevitch, 1922
- † Priscometa Petrunkevitch, 1958
- † Samlandicmeta Wunderlich, 2012

## Systématique et taxinomie
Cette famille a été décrite par Menge en 1866.
Cette famille rassemble 983 espèces dans 45 genres actuels.

## Publication originale
- Menge, 1866 : « Preussische Spinnen. Erste Abtheilung. » Schriften der Naturforschenden Gesellschaft in Danzig, (N.F.) vol. 1, p. 1-152 (texte intégral).